# Canabrava do Norte
Canabrava do Norte é um município brasileiro do estado de Mato Grosso situado a 1132 km de Cuiabá. Sua população no censo do IBGE de 2022 consistia em 4 485 habitantes, com uma densidade demográfica de 1,30 habitante por quilômetro quadrado. Em termos de área, possui 3 449 quilômetros quadrados de extensão, fazendo limite com os municípios de Porto Alegre do Norte, Luciara, São Félix do Araguia e São José do Xingu.

## História
A origem do município de Canabrava do Norte remonta ao início dos anos 50, ocasião em que os pioneiros desbravadores Elias Bento e Marinho, junto de uma leva de posseiros, fixaram-se na região. O ponto escolhido pelas famílias pioneiras encontrava-se na região onde mais tarde se desenvolveria o núcleo urbano de Canabrava do Norte.
Ao chegarem, os colonizadores depararam-se com um tipo de vegetação nativa. Uma espécie de cana de grande espessura e que florescia nas margens dos córregos. É comumente chamada canabrava. A partir de então passaram a chamar a localidade de Patrimônio da Canabrava. Este povoado se manteve como um centro irradiador de posseiros para toda a região.
A lei estadual nº 5.896, de 19 de dezembro de 1991, criou o município de Canabrava do Norte. O termo 'do Norte' foi acrescentado ao nome para diferenciá-lo de município homônimo no Estado de Salvador.

## Distritos
- Primavera do Fountura (lei nº 0156/2000 de 25 de agosto de 2000)[12]

## Rodovias
- BR-158[13]
- MT-412[14]

## Ex-prefeitos
- Valdez Viana               2013-2016[15]
- Lourival Martins           2009-2012[16]
- Genebaldo José Barros      2005-2008[17]
- Nilson Pereira Lima        2001-2004[18]
- Milton Gonçalves da Silva  1997-2000[19]
- João Miguel da Oliveira    1996-1997

## Sismo
No dia 11 de fevereiro de 2015 um tremor de 4,1 graus na escala Richter foi registrado no município. De acordo com o relatório do Observatório Sismológico (Obsis) do Instituto de Geociências da Universidade de Brasília (UnB), o sismo foi registrado às 6h45min, ocasionando leves prejuízos, como rachadura de estruturas em algumas poucas residências, a maioria na zona rural.

## Últimos prefeitos eleitos
| Ano  | Prefeito        | Partido | Votos | %     | Ref    |
| ---- | --------------- | ------- | ----- | ----- | ------ |
| 2004 | Genebaldo       | PPS     | 1.376 | 51,11 | [ 17 ] |
| 2008 | Pastor Lourival | PPS     | 1.422 | 51,63 | [ 16 ] |
| 2012 | Valdez Viana    | PSB     | 1.629 | 52,08 | [ 15 ] |
| 2016 | Joao Cleiton    | PSDB    | 1.502 | 49,46 | [ 23 ] |
| 2020 | Joao Cleiton    | PSDB    | 1.420 | 52,15 | [ 24 ] |